# Józefa Rostkowska

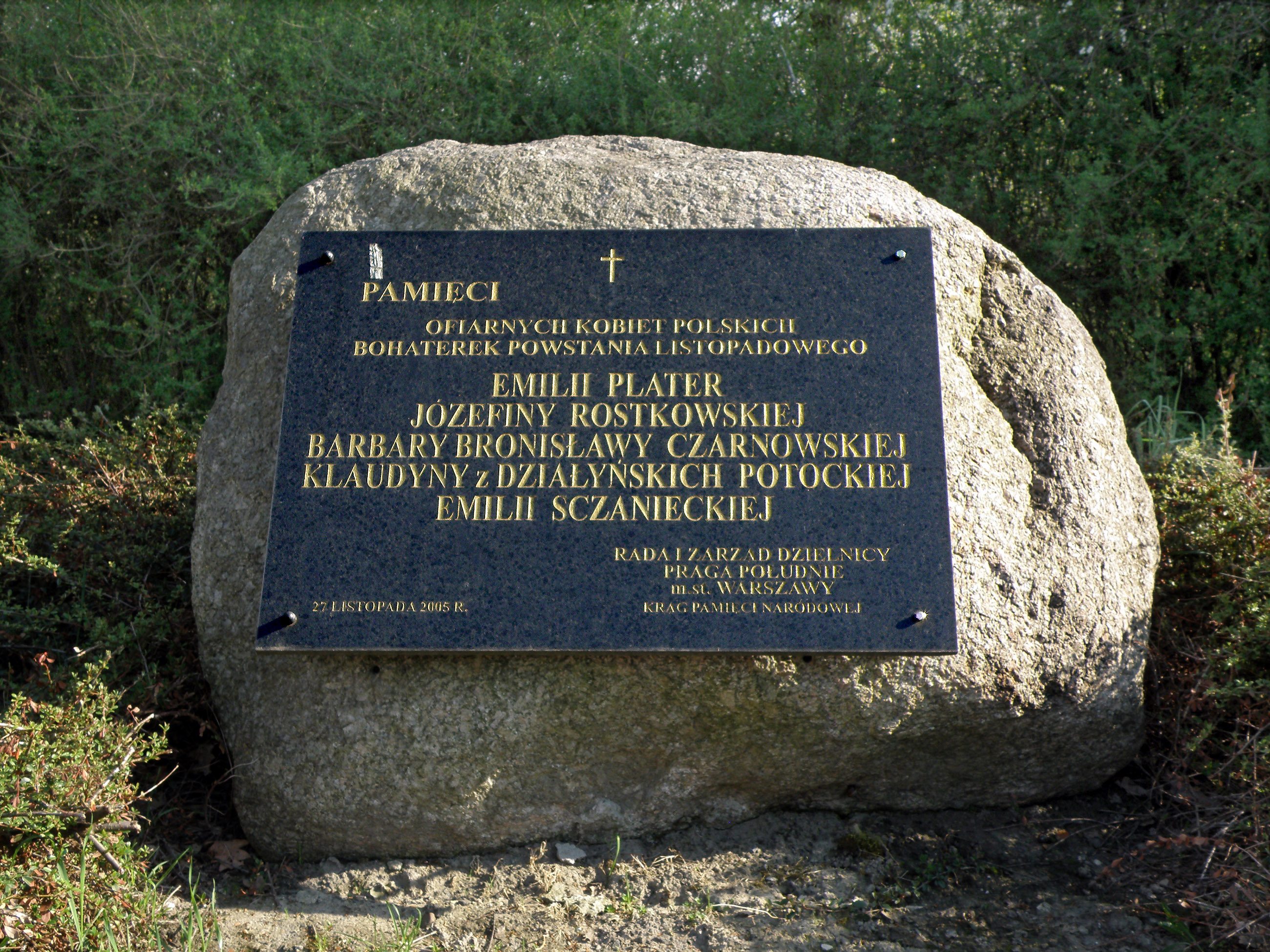
Głaz Pamięci. Wśród bohaterek Powstania Listopadowego w tym miejscu uhonorowanych jest Józefina Rostkowska. Fot. Alina Zienowicz

Józefa Rostkowska, z domu Mazurkiewicz, I voto Kluczycka, pseud. Józef Kluczycki (ur. 19 marca 1784 lub 1798 w Warszawie, zm. 18 lipca 1896 w Aniche, departament Nord) – uczestniczka powstania listopadowego, felczerka, emigrantka we Francji. Zgłosiła się jeszcze do służby w związku z wojną krymską.

## Życiorys
Istnieją rozbieżne dane na temat zarówno jej daty urodzenia, jak i osoby ojca. Według metryki zgonu i artykułów w prasie francuskiej urodziła się w marcu 1784 jako córka Stanisława Mazurkiewicza (szambelana królewskiego) i Agnieszki z Komorowskich; stan służby z 1855 podaje z kolei datę urodzenia 19 marca 1798 i ojca Stanisława Sołtyka. Ta ostatnia data wydaje się zbyt późna, kiedy uwzględni się, że w czasie kampanii napoleońskiej w 1812 r. przebywała, już jako mężatka z kilkorgiem dzieci, u swojej matki. Data 1784 może budzić z kolei wątpliwości ze względu na późniejsze losy Rostkowskiej – udział w powstaniu w niemłodym wieku (prawie 50 lat), później w wojnie krymskiej (70 lat) i wyjątkowa długowieczność (112 lat).
Pierwszym jej mężem był nieznany z imienia Kluczycki, podoficer ułanów, uczestnik wojen napoleońskich, przypuszczalnie poległy w czasie powstania listopadowego. Sama Józefa Kluczycka wstąpiła do służby wojskowej w styczniu 1831 jako młodszy felczer, figurując w dokumentach – za zgodą naczelnego lekarza WP Jana Stummera – jako mężczyzna (Józef Kluczycki). Od sierpnia 1831 była starszym felczerem w 10 pułku piechoty liniowej, gdzie służył jej przyszły mąż i towarzysz losów emigracyjnych Daniel Rostkowski. Była obecna w czasie wielu bitew powstańczych – pod Białołęką, Grochowem (dwukrotnie ranna), Dębem Wielkim, Ostrołęką, Wolą, w obronie Warszawy. 11 września 1831 otrzymała Krzyż Srebrny Orderu Virtuti Militari.
W październiku 1831 opuściła ziemie polskie i przez Niemcy wyjechała do Francji. W krótkim czasie wyszła za mąż za Daniela Rostkowskiego. Przebywała w Awinionie, Montpellier, Guéret, Tulle, od 1848 w Paryżu. Działała w polskich środowiskach emigracyjnych, m.in. podpisała manifest przeciwko Komitetowi Narodowemu Polskiemu (1832). Po tym, jak uznano Rostkowską za żonę emigranta, a nie uczestniczkę powstania, i z tego powodu odebrano jej stałą pensję weterana, w sprawie przywrócenia poprzedniej wysokości dochodów interweniował z powodzeniem Adam Jerzy Czartoryski. Przez pewien czas zarządzała majątkiem Władysława Czartoryskiego w Chaugy (departament Allier). W 1855 zgłosiła się do służby w związku z wojną krymską i lata 1855-1857 spędziła w Turcji, m.in. jako tzw. podlekarz przy sztabie Dywizji Kozaków Sułtańskich. W drodze do Turcji zetknęła się z Mickiewiczem, na którym nie wywarła dobrego wrażenia.
W 1857 powróciła do Paryża, a trzy lata później wraz z mężem osiadła w Aniche w północnej Francji. Obok zasiłków, a później renty od rządu francuskiego utrzymywała się z darów Władysława Czartoryskiego i Izabelli z Czartoryskich Działyńskiej, pomagało jej też Stowarzyszenie Podatkowe – Instytucja Czci i Chleba oraz Fundacja Pelagii Russanowskiej. Sama Rostkowska opiekowała się chorymi robotnikami w Aniche i cieszyła się sympatią w mieście, a jej setne urodziny uczczono bankietem i okolicznościową ulotką. Została pochowana na cmentarzu w Aniche.
Nie jest jasne, ile miała dzieci z pierwszego małżeństwa; prawdopodobnie żadne z nich nie przeżyło matki. Prasa francuska podawała liczby dwunastu synów i trzech córek, być może większość tych dzieci nie dożyła wieku dojrzałego. Drugie małżeństwo pozostało bezdzietne.